# Дриблинг
Дри́блинг (англ. Dribble — «вести мяч»), или обводка —это манёвр, используемый в ряде видов спорта, который заключается в продвижении игрока мимо защитника с сохранением мяча у себя. Дриблинг является важным элементом стратегии и техники игры.
- Гандбол: мяч должен регулярно ударяться об пол, перемена руки не разрешена.
- Футбол: игрок бежит и пытается держать мяч как можно ближе к ноге.
- Баскетбол: ведение мяча как в гандболе,  но игрок имеет право  менять руку.
- Водное поло: мяч ведётся лбом или носом, в то время как игрок плывёт кролем.

Дриблинг (англ. Dribbling) — это модная адаптация с английского вместо русского «обводка».

## Футбол
Дриблинг в футболе — это длительное индивидуальное ведение мяча как можно ближе к стопе, с обводкой игроков соперника с использованием разнообразных технических обманных приёмов. Это может быть, например, неожиданный для соперника манёвр, изменение направления ведения мяча, составляющее сектор не более 90 градусов от первоначального направления ведения мяча, с сохранением контроля над мячом. Дриблинг выполняется внутренней, либо внешней стороной стопы, в некоторых случаях — подошвой. Дриблинг может исполняться с места, после скоростного ведения мяча (ведение мяча в футболе — контроль мяча по прямой, вдоль направления движения тела игрока, центральной частью подъёма), после финтов (обманных, ложных движений).
То есть уход с мячом после обманного движения, финта, каскада финтов, в свободную, открытую от соперника зону, а также после ведения, скоростного ведения мяча, будет являться дриблингом.
Футбольный дриблинг — это техника, при которой футболист перебрасывает мяч с ноги на ногу, отыгрывая его в одинаковой мере как внутренней, так и внешней стороной ноги. Также дриблинг — это ведение мяча с обманными движениями (финтами) и обводкой игроков команды соперника. Если футболист освоил технику владения мячом двумя ногами, финты (обманные движения) у него будут получаться сами собой.
Обводка игрока — технико-тактический элемент: по выполнению — больше техника (мастерство), по цели — тактика. Является частью умения контролировать мяч (контроль мяча).
Цель обводки — выйти за спину соперника, исключить его из обороны и создать благоприятные возможности для дальнейших действий с мячом. Она направлена на прорыв обороны соперников и выход игрока с мячом на оперативный простор или на позицию, удобную для завершающего удара.
Приемов обводки немало. Один из них — обводка с обманным движением (финтом). Если же у владеющего мячом есть возможность быстро вести мяч (а значит, иметь преимущество в старте), то надо в первую очередь воспользоваться ею; сблизившись с соперником, просто бросить мяч вперед и, стремительно рванувшись за ним, оставить соперника за спиной.
Если же соперник уже занял оборонительную позицию, можно, сделав ложное движение (например, шаг с наклоном туловища в сторону), тут же рвануться с мячом в другую — на свободное место, застать соперника на противоходе (по инерции соперник движется в противоположном направлении при умышленной или естественной потере равновесия). Если соперник на первое ложное движение не попадется, то следует попробовать повторить финт в другую сторону и, улучив момент, когда он ошибется (или потеряет баланс, равновесие), тут же уйти в прорыв. Порой, чтобы победить в таком споре, требуется целый каскад финтов и ложных движений всем телом дабы обыграть соперника.
В случае, когда соперник блокирует владеющего мячом, находящегося лицом к своим воротам, финт с занесением ноги и корпуса в одну сторону и с уходом в другую может позволить игроку с мячом оставить соперника за собой.
Но обвести соперника — лишь полдела. Дело же окажется сделанным только тогда, когда обыгранный отстанет и не сумеет снова вступить в борьбу за мяч. Значит, ведущему мяч надо двигаться быстро и по кратчайшему пути от соперника, преграждая ему путь к мячу (владение корпусом).
Такую блокировку правила игры разрешают (при условии, что мяч — на игровом расстоянии от ведущего).
Обводка применима тогда, когда нет возможности решить какую-то тактическую задачу значительно легче и надежнее в комбинационном плане. Ею с успехом пользуются дриблеры. Неудачное же применение обводки чревато потерей мяча. Поэтому применять ее лучше подальше от своих ворот, в середине поля или в зоне удара.
- Марсельская рулетка

## Баскетбол
Ведение мяча — один из основных технических элементов баскетбола, второй, после передачи, способ перемещения мяча по площадке. Правильное, технически грамотное ведение мяча — фундамент для стабильного контроля за ним, основа индивидуального обыгрывания соперника.